# Rudolf Fraštacký
Rudolf Fraštacký (11. února 1912 Mošovce – 19. března 1988 Toronto) byl slovenský a československý poválečný politik Demokratické strany, člen i místopředseda Sboru pověřenců, poslanec Prozatímního i Ústavodárného Národního shromáždění. Po roce 1948 exilový politik.

## Biografie
Narodil se v rodině mlynáře. Vystudoval obchodní akademii v Turčianském Svätém Martině a od roku 1937 studoval na Vysoké obchodní škole v Bratislavě. Podle jiného zdroje vystudoval obchodní akademii v Martině a obchodní akademii v Bratislavě.
V meziválečném období byl členem Republikánské strany zemědělského a malorolnického lidu (agrární strany). Po studiích působil ve funkci tajemníka Rolnické vzájemné pokladny na různých místech Slovenska. Později byl ředitelem Slovenské cukerné obchodní akciové společnosti. Od roku 1943 byl ředitelem a prokuristou společnosti Cukrospol.
Za druhé světové války se podílel na odboji. Využíval obchodní cesty do Švýcarska, kam v letech 1943–1944 převážel zpravodajské materiály. Komunikoval s představiteli československého zahraničního exilu v Londýně, kterým například v únoru 1944 odeslal depeši o plánech odboje.
V letech 1945–1947 byl členem Sboru pověřenců, nejprve jako pověřenec výživy a zásobování, později zastával v 7. Sboru pověřenců od srpna 1946 funkci místopředsedy Sboru pověřenců. Coby pověřenec výživy a zásobování musel řešit zhoršení situace v zásobování obyvatelstva po skončení války. Na Slovensku totiž na rozdíl od českých zemí poválečné období znamenalo zostření vázaného trhu. Čelil proto kritice slovenských komunistů, kteří hodlali toto téma využít v politickém boji.
V letech 1945–1946 byl poslancem Prozatímního Národního shromáždění za Demokratickou stranu. Po parlamentních volbách v roce 1946 se stal poslancem Ústavodárného Národního shromáždění, kde formálně setrval do voleb do Národního shromáždění roku 1948.
Na podzim 1946 patřil do frakce v rámci Demokratické strany okolo Ivana Pietora, která chtěla sesadit z čela strany předsedu Jozefa Lettricha a nastolit smířlivější kurz vůči KSČ, která po vítězství Demokratické strany ve volbách 1946 stupňovala své útoky na demokraty. Členové frakce neměli za cíl zničit stranu jako nezávislou sílu slovenské politiky ale spíš byli vedeni mylným přesvědčením, že agitace KSČ proti DS je cílena pouze na luteránsko-agrárnické křídlo. Pietorův pokus o zvrat byl každopádně neúspěšný. Na podzim 1947, kdy vyvrcholil tlak slovenských komunistů na nekomunistické politické síly, podal Fraštacký 17. října 1947 demisi na post místopředsedy Sboru pověřenců. 21. října ji ale stáhl. V novém 8. Sboru pověřenců po listopadu 1947 již nezasedal.
Po únorovém převratu v roce 1948 byla Demokratická strana proměněna na Stranu slovenské obrody jako satelitní formaci závislou na KSČ. Fraštacký patřil mezi skupinu funkcionářů Demokratické strany, kteří odešli do emigrace. Usídlil se v Torontu. V exilu pak organizoval Demokratickou stranu a volně spolupracoval s uprchlými politiky bývalé Republikánské strany zemědělského a malorolnického lidu (agrární strany). V roce 1974 se stal členem Rady svobodného Československa.
V Torontu pracoval jako bankovní akcionář a prezident správní rady banky.